# Barrio de Escobar
Barrio de Escobar är en ort i Mexiko.   Den ligger i kommunen Mineral del Monte och delstaten Hidalgo, i den sydöstra delen av landet, 90 km nordost om huvudstaden Mexico City. Barrio de Escobar ligger 2 570 meter över havet och antalet invånare är 105.
Terrängen runt Barrio de Escobar är kuperad. Runt Barrio de Escobar är det mycket tätbefolkat, med 1 361 invånare per kvadratkilometer. Närmaste större samhälle är Pachuca de Soto, 8,3 km sydväst om Barrio de Escobar. I omgivningarna runt Barrio de Escobar växer i huvudsak blandskog.